# San Andreas (Califòrnia)
San Andreas és una concentració de població designada pel cens dels Estats Units a l'estat de Califòrnia. Segons el cens del 2000 tenia 2.615 habitants.

## Demografia
Segons el cens del 2000, San Andreas tenia 2.615 habitants, 1.097 habitatges, i 652 famílies. La densitat de població era de 115,5 habitants/km².
Dels 1.097 habitatges en un 28% hi vivien nens de menys de 18 anys, en un 41,9% hi vivien parelles casades, en un 13,8% dones solteres, i en un 40,5% no eren unitats familiars. En el 34,2% dels habitatges hi vivien persones soles el 18,4% de les quals corresponia a persones de 65 anys o més que vivien soles. El nombre mitjà de persones vivint en cada habitatge era de 2,24 i el nombre mitjà de persones que vivien en cada família era de 2,85.
Per edats la població es repartia de la següent manera: un 24,2% tenia menys de 18 anys, un 7,6% entre 18 i 24, un 21,6% entre 25 i 44, un 22,6% de 45 a 60 i un 23,9% 65 anys o més.
L'edat mediana era de 43 anys. Per cada 100 dones de 18 o més anys hi havia 81,9 homes.
La renda mediana per habitatge era de 32.500 $ i la renda mediana per família de 37.969 $. Els homes tenien una renda mediana de 39.583 $ mentre que les dones 24.500 $. La renda per capita de la població era de 16.813 $. Entorn del 14,4% de les famílies i el 14,8% de la població estaven per davall del llindar de pobresa.

## Poblacions més properes
El següent diagrama mostra les poblacions més properes.